# فاينل سكور (فلم)
فاينل سكور (بالإنجليزية: Final Score) هو فيلم حركة تم إنتاجه في المملكة المتحدة وصدر سنة 2018 بطولة ديف باتيستا وبيرس بروسنان وجوليان تشانغ.

## القصة
خلال حدث رياضي شعبي كبير، يُحاصَر الاستاد فجأة بواسطة مجموعة من المجرمين المُسلحين المُطالبين بفِديّة. يصبح لزامًا على الشرطي السابق (مايكل نوكس) أن يستخدم كل مهاراته العسكرية لإنقاذ الحشد البشري المتألف من خمسة وثلاثين ألف فرد تقريبًا، ومن بينهم ابنة رفيقه العسكري الراحل.

## الميزانية والإيرادات
كلف الفيلم 20 مليون دولار أمريكي وحقق أرباح تقدر بـ 321,320 دولار أمريكي فقط.

## وصلات خارجية
- مقالات تستعمل روابط فنية بلا صلة مع ويكي بيانات

لا توجد روابط لمواقع التواصل الاجتماعي.